# Vahun District
Vahun District är ett distrikt i Liberia.   Det ligger i regionen Lofa County, i den nordvästra delen av landet, 200 km norr om huvudstaden Monrovia.